# جيمس جاي يياغر
جيمس جاي يياغر (بالإنجليزية: James J. Yeager)‏ هو لاعب كرة قدم أمريكية أمريكي، ولد في 1908 في مقاطعة تشيس في الولايات المتحدة، وتوفي في 17 مايو 1971 في بولدر في الولايات المتحدة.